# Opolski Festiwal Skoków 2014
IX Opolski Festiwal Skoków – 9. edycja zawodów lekkoatletycznych, która odbyła się 15 czerwca 2014 roku na Stadionie Gwardii w Opolu. Zawodnicy brali udział w konkurencji skoku wzwyż.

## Wyniki
| Konkurencja         | 1. miejsce        | Wynik  | 2. miejsce      | Wynik  | 3. miejsce      | Wynik  |
| Skok wzwyż mężczyzn | Wojciech Theiner  | 2,31 m | Iwan Iljiczew   | 2,22 m | Andrej Czuryła  | 2,22 m |
| Skok wzwyż kobiet   | Svetlana Radzivil | 1,96 m | Oksana Okuniewa | 1,96 m | Kamila Lićwinko | 1,94 m |